# Uchida Tomu

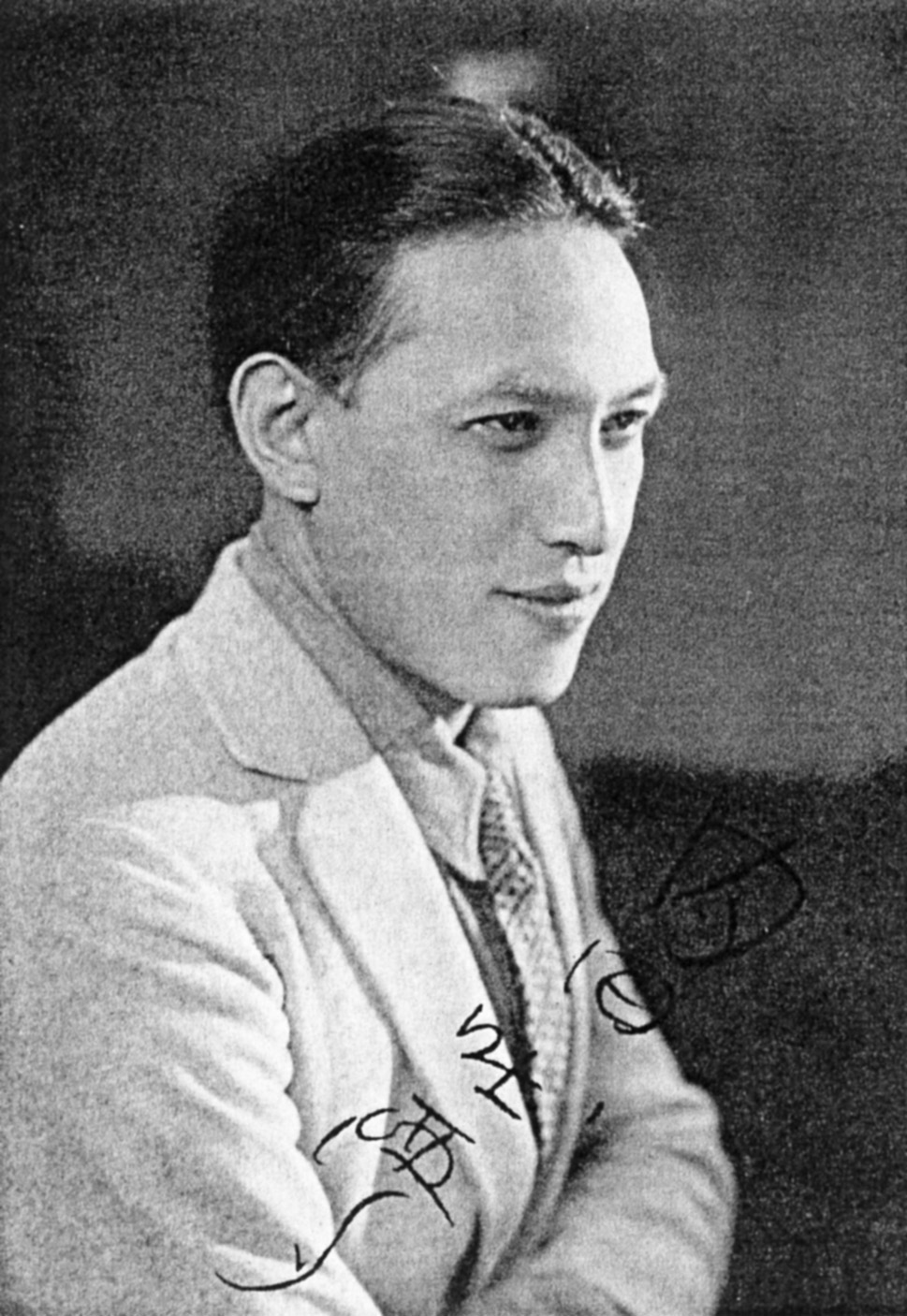
Uchida Tomu

Uchida Tomu (japanisch 内田 吐夢, eigentlich Uchida Tsunejirō (内田 常次郎); geboren 26. April 1898 in Okayama; gestorben 7. August 1970) war ein japanischer Filmregisseur der Taishō- und Shōwa-Zeit.

## Leben und Werk
Uchida Tomu begann seine Karriere als Darsteller skurriler Figuren im Film, wurde dann aber Produktionsassistent. Später tat er in die Firma Nikkatsu ein, wurde dort Assistenzdirektor und arbeitete mit an Stummfilm-Komödien. Ab der Mitte der 1930er Jahre schloss er sich der Bewegung an, die für stärkeren Realismus im Film und für mehr Literaturverfilmung eintrat.
1943 ging Uchida in die damals japanische Mandschurei, um dort Filme zu drehen. Er geriet am Ende des Pazifikkriegs in Gefangenschaft, und zwar bis 1954. Nach seiner Rückkehr schloss er sich der Filmfirma Tōei an. Dort befasste er sich ausgiebig mit der Neuverfilmung klassischer Filme, es entstanden das dreiteilige Epos „Daibosatsu tōge“ (大菩薩峠) und das fünfteilige Epos „Miyamoto Musashi“, das sich auf das Leben und Wirken des Schwertkämpfers und Philosophen Miyamoto Musashi (1584–1645) bezieht. Sein Meisterwerk nach 1945 ist jedoch „Kiga Kaikyō“ (飢餓海峡) – etwa „Meeresenge des Hungers“, die Verfilmung eines Romans von Mizukami Tsutomu. Es ist ein mitfühlender Film über ein Verbrecherschicksal.

## Filmografie
| Vorkriegsfilme - Aakonishi junsa (噫小西巡査), 1922, Debüt als Regisseur - Kyōsō mikka-kan (競走三日間), 1927 - Namari-mono (なまけ者), 1927 - Nomisuke kinshu sōdō (のみすけ禁酒騒動), 1928 - Shaban o fū (娑婆の風), 1929 - Ikeru ningyō (生ける人形), 1929 - Adachi senshu (仇討選手), 1931 - Keisatsukan (警察官), 1933 - Shiragane no Ōza (白銀の王座), 1935 - Jinsei gekijō (人生劇場), 1936 - Hadaka no machi (裸の町), 1937 - Kagirinaki zenshin (限りなき前進), 1937 - Tsuchi (土), 1939 - Rekishi daiichi-bu – Dōran Boshin (歴史 第一部 動乱戊辰), 1940 - Rekishi daini-bu – Shōdo kensetsu (歴史 第二部 焦土建設), 1940 - Rekishi daisan-bu – Reimei Nihon (第三部 黎明日本), 1940 - Torii Tsuneemon (鳥居強右衛門), 1942 Nachkriegsfilme - Chiyari Fuji (血槍富士), 1955, erster Nachkriegsfilm - Tasogare sakaba (たそがれ酒場), 1955 - Jibun no ana no naka de (自分の穴の中で), 1955 - Kuroda sōdo (黒田騒動), 1956 - Abarendbo kaidō (暴れん坊街道), 1957 - Daibosatsu-tōge (大菩薩峠), 1957 - Dotamba (どたんば), 1957 - Daibosatsu-tōge – daini-bu (大菩薩峠 第二部), 1958 - Mori to mizuumi no matsuri (森と湖のまつり), 1958 - Daibosatsu-tōge – kanketsu-hen (大菩薩峠 完結篇), 1959 - Naniwa no ai no monogatari (浪花の恋の物語), 1959 - Sake to onna to yari (酒と女と槍), 1960 - Kōtō monogatari – Hana no Yoshiwara hyakunin-kiri (妖刀物語 花の吉原百人斬り), 1960 - Miyamoto Musashi (宮本武蔵), 1961 - Ai ya ai-nasuna ai (恋や恋なすな恋), 1962 - Miyamoto Musashi – Han‘nya-saka no kettō (宮本武蔵 般若坂の決斗), 1962 - Miyamoto Musashi – Nittōryū kaigen (宮本武蔵 二刀流開眼), 1963 - Miyamoto Musashi – Ichijō-ji no kettō (宮本武蔵 一乗寺の決斗), 1964 - Kiga kaikyō (飢餓海峡), 1965 - Miyamoto Musashi – Ganryūjima no kettō (宮本武蔵 巌流島の決斗), 1965 - Jinsei gekijō – Hishakaku to吉良常 (人生劇場 飛車角と吉良常), 1968 - Shinken shōbu (真剣勝負), 1971 |